# İlkadım
İlkadım ist eine Stadtgemeinde (Belediye) im gleichnamigen Ilçe (Landkreis) der Provinz Samsun an der türkischen Schwarzmeerküste und gleichzeitig eine Gemeinde der 1993 geschaffenen Büyüksehir belediyesi Samsun (Großstadtgemeinde/Metropolprovinz). Seit der Gebietsreform 2013 ist die Gemeinde flächen- und einwohnermäßig identisch mit dem Landkreis.
Der Landkreis entstand im Jahr 2008 (Gesetz Nr. 5747) durch die Aufteilung des zentralen Landkreises (Merkez Ilçe) der Provinzhauptstadt Samsun in drei neue Kreise: Atakum, Canik und İlkadım. İlkadım liegt zwischen den beiden anderen und bestand ursprünglich aus 11 Dörfern (Köy) des zentralen Landkreises und der gleichnamigen Belediye (1994 Erhebung zur Stadtgemeinde). Diese hatte Ende 2008 303.202 Einwohner und damit die höchste Bevölkerung (51,1 %) der „Kernstadt“ (der drei erwähnten Kreise) und den geringsten  Flächenanteil (20,1 %).
Im Zuge der Gebietsreform wurden 2013 alle Dörfer in Mahalle umgewandelt (heruntergestuft), die 50 Mahalle der Kreisstadt blieben erhalten. An deren Spitze steht ein Muhtar als oberster Beamter.
Ende 2020 lebten durchschnittlich 5.516 Menschen in jedem dieser 61 Mahalle. Fevzi Çakmak Mah. (20.196), Kışla Mah. (16.386), Kazım Karabekir Mah. (16.057), Adalet Mah. (15.158), Derebahçe Mah. (13.826), Bahçelievler Mah. (13.744), Kadıköy Mah. (13.221), Fevzi Çakmak Mah. (12.253), Kadifekale Mah. (11.560), Karasamsun Mah. (10.964), Liman Mah. (10.812) und Zeytinlik Mah. (10.461) waren die zwölf bevölkerungsstärksten.